# Daraai offenzíva
A daraai offenzíva a felkelők egyik támadása volt a szíriai polgárháború alatt Daraa kormányzóságban, hogy megszerezzék a hadseregnek még Shaykh Maskinben meglévő állásait, hogy így biztosítsák a Daraát Damaszkusszal összekötő főútvonalat és egyéb, a kormányzóságban meglévő állásaikat.

## A felkelők támadása
2015. január 24-én a felkelők három csatát jelentettek be a Daraai kormányzóság területén:
- "Fidak Ya Rasola Allah” vagy "A Győzelem csak Allahtól származhat"[24]
- "Rúgd be az ajtajaikat"[26]
- "Az Egységesség feladata"[26]

Ezen a napon tíz harcost (köztük egy parancsnokot) öltek meg.Másnap áttörték a 82. Zászlóalj védővonalát, és elfoglalták a központjukat. A harcok a területen tovább folytatódtak. Az Alaan hírügynökség értesülései szerint a felkelők kezére jutott a várostól északkeletre fekvő radarállomás is.Az összecsapásokban mindkét részről legalább 40 harcos esett el. Az Al-Masdar News szerint mielőtt a 82. zászlóalj visszavonult volna, 14 tagját megölték. Röviddel ezután a felkelők Shaykh Maskin városát "szabadnak" nyilvánították. Az Al-Arabiya hírügynökség szerint miután a zászlóaljat elfoglalták, a felkelők lerohanták a várost.
Január 29-én a felkelők Al-Suhayliyyeh és Dilli közelében előrenyomultak és több, Shaykh Maskin északi részéhez közel fekvő farmot elfoglaltak. Az Al-Masdar szerint azonban a hadsereg azonban a kezdeti veszteségek után visszafoglalta a Farouni Raktárat és a dilli állásaikat. Ugyanez a hírforrás arról is beszámol, hogy a hadsereg elfoglalta Atash falut. Két nappal később a hadsereg ellentámadást indított a 82. Dandár ellen, és állításaik szerint visszafoglalták az Oxigéngyárat, Mazarátot, a külvárosban pedig egészen a bázis bejáratáig hatoltak. „Csapatátalakítás” miatt azonban innét vissza kellett vonulniuk. Eközben a felkelők Dilliben a központ felé hatoltak. Január 31-én az Al Jazeera forgatócsoportja felkereste a 82. Dandár radarbázisát, és megerősítették, hogy azt valóban elfoglalták a harcok folyamán.